# In Black and White
In Black and White – siódmy album amerykańskiej grupy Mustard Plug. Została nagrana w tym samym studiu co Evildoers Beware!. Producentem był Bill Stevenson, człowiek który produkował albumy takich zespołów jak: Descendents i NOFX. Tytuł pochodzi z tekstu nagrania zespołu Cheap Trick – In Color.

## Lista nagrań
1. "Who Benefits?" – 2:46
2. "Over The Edge" – 2:19
3. "Hit Me! Hit Me!" – 2:09
4. "Time To Wake Up" – 3:02
5. "Something New" – 1:46
6. "You Can't Go Back" – 0:47
7. "Life Is Too Short" – 2:46
8. "Copasetic" – 2:32
9. "On and On" – 2:17
10. "Tell Me" – 1:56
11. "Puddle of Blood" – 3:45
12. "Real Rat Bastard" – 3:16
13. "What You Say" – 3:13